# Akumulacijsko jezero Speicher Kölnbrein
Akumulacijsko jezero Speicher Kölnbrein leži v Zahodnih turah na nadmorski višini 1902 m nad dolino rečice Malta severno od mesta Sovodenj na avstrijskem Koroškem. Nastalo je za jezom, zgrajenim  med letoma 1971 in 1979, in je z višino 200 metrov najvišja v Avstriji.
Dostop do najvišje ležečega akumulacijskega jezera v Avstriji je po čudoviti panoramski cesti, ki se v dolžini 14,5 km povzpne iz nadmorske višine okoli 740 mnm pri mestu Gmünd skozi narodni park Diana do parkirišča pri hotelu Malta na višini 1933 mnm. Pod hotelom je na višini 1902 mnm gladina polnega akumulacijskega jezera.
Akumulacijsko jezero je nastalo, ko so z betonskim jezom pregradili dolino, po kateri teče rečica Malta. Jez je visok 200 in dolg 626 m. Debelina betonske pregrade je pri temeljih 41, na višini polnega jezera pa 7,6 m. V pregrado je vgrajenega 2,04×106 m³ betona. Za jezom se je naredilo 4,5 km dolgo jezero s prostornino 200x106 m³. Voda iz akumulacije je po cevi speljana do HE Rottau, ki stoji v dolini na nadmorski višini 598 mnm. Instalirana moč elektrarn je 120 MW.
Panoramska cesta do jezera je za obiskovalce odprta vsak dan od 8:30 do 17:00 ure od začetka maja do 26. oktobra.